# 川本泰三
川本 泰三（かわもと たいぞう、1914年1月17日 - 1985年9月20日）は、愛知県瀬戸市出身のサッカー選手、サッカー指導者、実業家。ポジションはフォワード。

## 来歴
小学校時代に大阪へ転居、大阪府立市岡中学からサッカーを始め、1930年に第12回全国中等学校蹴球選手権大会に出場してベスト4の成績を残した。1931年に市岡中学を卒業し、早稲田高等学院（予科に相当）を経て早稲田大学に入学。予科在学中からア式蹴球部で試合出場し、予科3年の1933年から早大の関東大学リーグ4連覇に貢献した。
在学中の1934年5月に開催された第10回極東選手権競技大会のサッカー日本代表に選出されて、5月15日のオランダ領東インド代表戦で初出場し、初得点も決めた。同じく在学中の1936年にベルリンオリンピックのサッカー日本代表に選出され、1回戦のスウェーデン代表戦で日本代表の五輪初得点を記録した。
大学卒業後に同盟通信社に入社。1940年5月に開催された全日本蹴球選手権大會（第20回天皇杯全日本サッカー選手権大会）に早大WMWの選手として出場して準優勝した。同年6月のフィリピン代表戦に日本代表として出場、1得点したが、1941年8月に第二次世界大戦に伴って従軍。終戦とともにソビエト連邦の捕虜となり、4年にわたりシベリア抑留を余儀なくされた。
1949年12月に帰国し、35歳で現役に復帰。1954 FIFAワールドカップ・予選にも出場。また、1954年アジア競技大会の2試合に出場し、5月3日のインド代表戦ではフル出場し、「40歳106日」の日本代表最年長出場を記録した。
自ら創設した大阪サッカークラブを擁して、天皇杯で3度決勝に進出するも敗れた。
1956年メルボルンオリンピックでは竹腰重丸監督のもとで選手兼コーチとして帯同した。1958年には東京で開催されたアジア競技大会の日本代表監督に就任したが2戦2敗に終わった。
その後は日本サッカー協会理事、関西サッカー協会の理事長・会長を歴任した。関西サッカー協会理事長時代に早稲田大学の後輩でもあった釜本邦茂をヤンマーディーゼルに入るよう口説き落としたのも川本であった。また、並行して川惣電機工業の社長も務めた。
1985年9月20日、大阪市北区の住友病院において胃腫瘍により死去した。
2005年、日本サッカー殿堂に掲額された。

## 所属クラブ
- 府立市岡中学
- 早稲田高等学院
- 早稲田大学
- 同盟通信社
- 川惣電機工業
- 大阪サッカークラブ

## 代表歴

### 出場大会
- 第10回極東選手権競技大会
- ベルリンオリンピック
- 紀元二千六百年奉祝東亜競技大会
- 1954 FIFAワールドカップ・予選
- 1954年アジア競技大会
- 1956年メルボルンオリンピック

### 試合数
- 国際Aマッチ 9試合 4得点（1934-1954）

| 日本代表 | 国際Aマッチ | 国際Aマッチ | その他 | その他 | 期間通算 | 期間通算 |
| 年       | 出場        | 得点        | 出場   | 得点   | 出場     | 得点     |
| -------- | ----------- | ----------- | ------ | ------ | -------- | -------- |
| 1934     | 3           | 2           | 4      | 3      | 7        | 5        |
| 1935     | 0           | 0           | 3      | 0      | 3        | 0        |
| 1936     | 2           | 1           | 2      | 5      | 4        | 6        |
| 1937     | 0           | 0           | 0      | 0      | 0        | 0        |
| 1938     | 0           | 0           | 0      | 0      | 0        | 0        |
| 1939     | 0           | 0           | 0      | 0      | 0        | 0        |
| 1940     | 1           | 1           | 0      | 0      | 1        | 1        |
| 1941     | 0           | 0           | 0      | 0      | 0        | 0        |
| 1942     | 0           | 0           | 0      | 0      | 0        | 0        |
| 1943     | 0           | 0           | 0      | 0      | 0        | 0        |
| 1944     | 0           | 0           | 0      | 0      | 0        | 0        |
| 1945     | 0           | 0           | 0      | 0      | 0        | 0        |
| 1946     | 0           | 0           | 0      | 0      | 0        | 0        |
| 1947     | 0           | 0           | 0      | 0      | 0        | 0        |
| 1948     | 0           | 0           | 0      | 0      | 0        | 0        |
| 1949     | 0           | 0           | 0      | 0      | 0        | 0        |
| 1950     | 0           | 0           | 0      | 0      | 0        | 0        |
| 1951     | 0           | 0           | 2      | 0      | 2        | 0        |
| 1952     | 0           | 0           | 1      | 1      | 1        | 1        |
| 1953     | 0           | 0           | 1      | 0      | 1        | 0        |
| 1954     | 3           | 0           | 0      | 0      | 3        | 0        |
| 通算     | 9           | 4           | 13     | 9      | 22       | 13       |

### 出場
| No. | 開催日         | 開催都市 | スタジアム         | 対戦相手           | 結果 | 監督     | 大会               |
| --- | -------------- | -------- | ------------------ | ------------------ | ---- | -------- | ------------------ |
| 1.  | 1934年05月13日 | マニラ   |                    | オランダ領東インド | ●1-7 | 竹腰重丸 | 極東選手権         |
| 2.  | 1934年05月15日 | マニラ   |                    | フィリピン         | ○4-3 | 竹腰重丸 | 極東選手権         |
| 3.  | 1934年05月20日 | マニラ   |                    | 中華民国           | ●3-4 | 竹腰重丸 | 極東選手権         |
| 4.  | 1936年08月04日 | ベルリン |                    | スウェーデン       | ○3-2 | 鈴木重義 | オリンピック       |
| 5.  | 1936年08月07日 | ベルリン |                    | イタリア           | ●0-8 | 鈴木重義 | オリンピック       |
| 6.  | 1940年06月16日 | 兵庫県   | 甲子園南運動場     | フィリピン         | ○1-0 | 竹腰重丸 | 奉祝東亜競技大会   |
| 7.  | 1954年03月14日 | 東京都   | 明治神宮外苑競技場 | 韓国               | △2-2 | 竹腰重丸 | ワールドカップ予選 |
| 8.  | 1954年05月01日 | マニラ   |                    | インドネシア       | ●3-5 | 竹腰重丸 | アジア大会         |
| 9.  | 1954年05月03日 | マニラ   |                    | インド             | ●2-3 | 竹腰重丸 | アジア大会         |

### 得点数
| # | 年月日        | 開催地             | 対戦国             | スコア | 結果 | 試合概要         |
| - | ------------- | ------------------ | ------------------ | ------ | ---- | ---------------- |
| 1 | 1934年5月13日 | フィリピン、マニラ | オランダ領東インド | 1-7    | 敗戦 | 極東大会         |
| 2 | 1934年5月15日 | フィリピン、マニラ | フィリピン         | 4-3    | 勝利 | 極東大会         |
| 3 | 1936年8月4日  | ドイツ国、ベルリン | スウェーデン       | 3-2    | 勝利 | ベルリン五輪     |
| 4 | 1940年6月16日 | 日本、東京都       | フィリピン         | 1-0    | 勝利 | 奉祝東亜競技大会 |